# フルオロメトロン

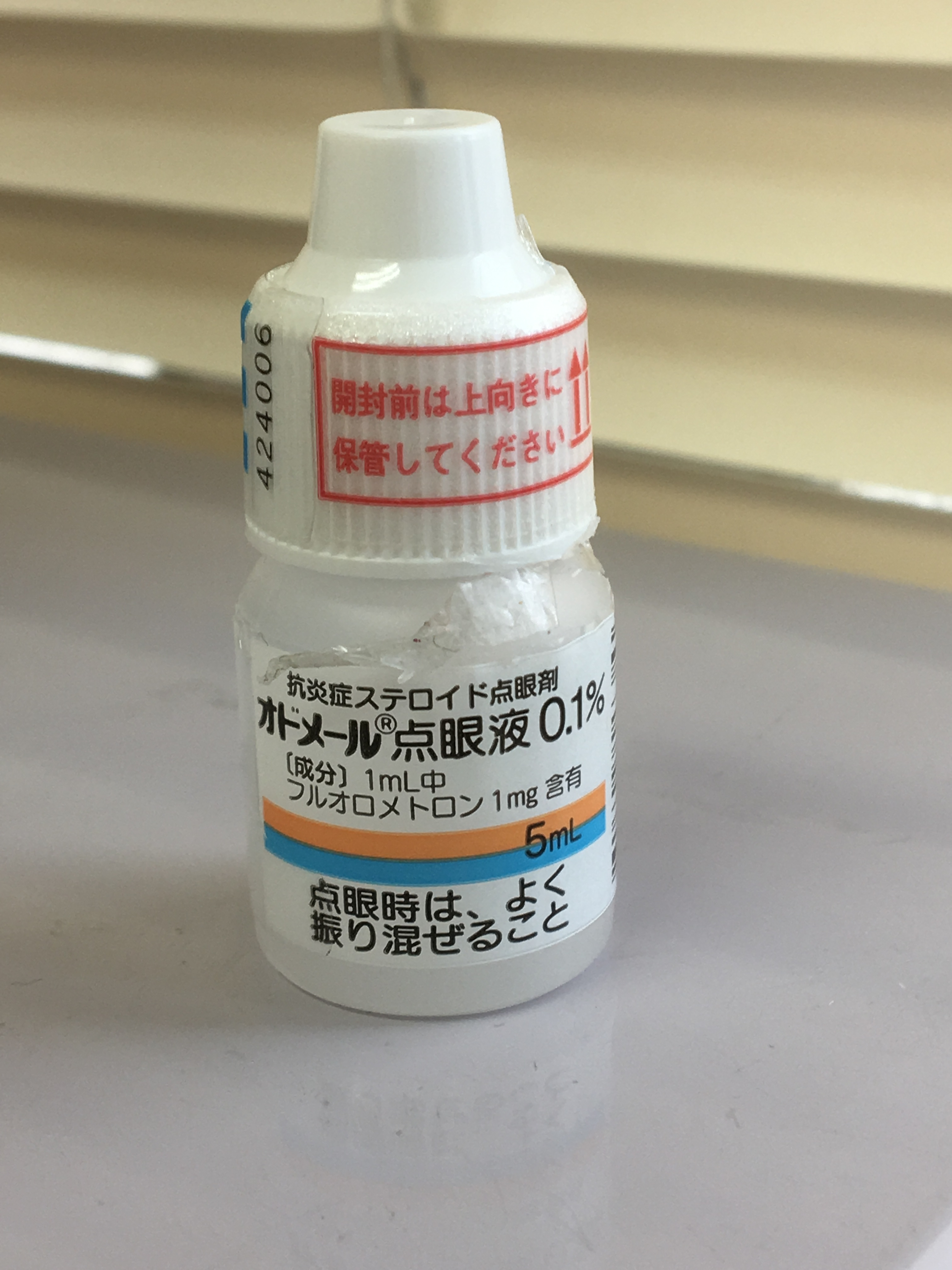
オドメール点眼液0.1%（フルオロメトロン点眼薬）

フルオロメトロン (fluorometholone) は、合成副腎皮質ホルモン製剤の一つ。

## 概要
花粉症などのアレルギー性疾患や、レーザー屈折矯正手術や白内障手術後に使われる点眼薬である。フルメトロン®（参天製薬、科研製薬、キョーリンリメディオ、日東メディック）、オドメール®（千寿製薬）、FML®（アラガン）またはFlarex®（アルコン）の商品名で市販されている。
酢酸フルオロメトロン眼科用懸濁液は眼瞼と眼球結膜、角膜、そして前眼部のステロイド反応性炎症疾患の治療の用途に用いられる。懸濁液であるため点眼の前によく振盪する必要がある。